# Bistum Mymensingh
Das Bistum Mymensingh (lat.: Dioecesis Mymensinghensis) ist eine in Bangladesch gelegene römisch-katholische Diözese mit Sitz in Mymensingh. Es umfasst Gemeinden der Divisionen Dhaka und Maimansingh: Mymensingh, Jamalpur, Kishorganj, Netrokona, Sherpur und Tangail.

## Geschichte
Papst Johannes Paul II. gründete es mit der Apostolischen Konstitution Ex quo superno am 15. Mai 1987 aus Gebietsabtretungen des Erzbistums Dhaka, dem es auch als Suffragandiözese unterstellt wurde. 

## Bischöfe von Mymensingh
- Francis Anthony Gomes (15. Mai 1987 – 15. Juli 2006)
- Paul Ponen Kubi CSC (seit 15. Juli 2006)